# الوان (میان‌جلگه)
الوان (نیشابور)، روستایی از توابع بخش میان‌جلگه شهرستان نیشابور در استان خراسان رضوی ایران است.

## جمعیت
این روستا در دهستان پیردله قرار دارد و براساس سرشماری مرکز آمار ایران در سال ۱۳۸۵، جمعیت آن زیر سه خانوار بوده‌است.